# Matuku (Tonga)
Matuku (auch: Matugu) ist eine kleine Insel im Westen des Archipels Haʻapai im Pazifik. Sie gehört politisch zum Königreich Tonga. Matuku hat 84 Bewohner (Stand 2021).

## Geographie
Das Motu liegt im Gebiet von Lulunga bei Kotu und in einem gemeinsamen Riff mit Teaupa, Hafaiva (Haʻafeva), Fetoa und Kolo (Ogoroo).

## Klima
Das Klima ist tropisch heiß, wird jedoch von ständig wehenden Winden gemäßigt. Ebenso wie die anderen Inseln der Haʻapai-Gruppe wird Matuku gelegentlich von Zyklonen heimgesucht.